# لوموگرافی

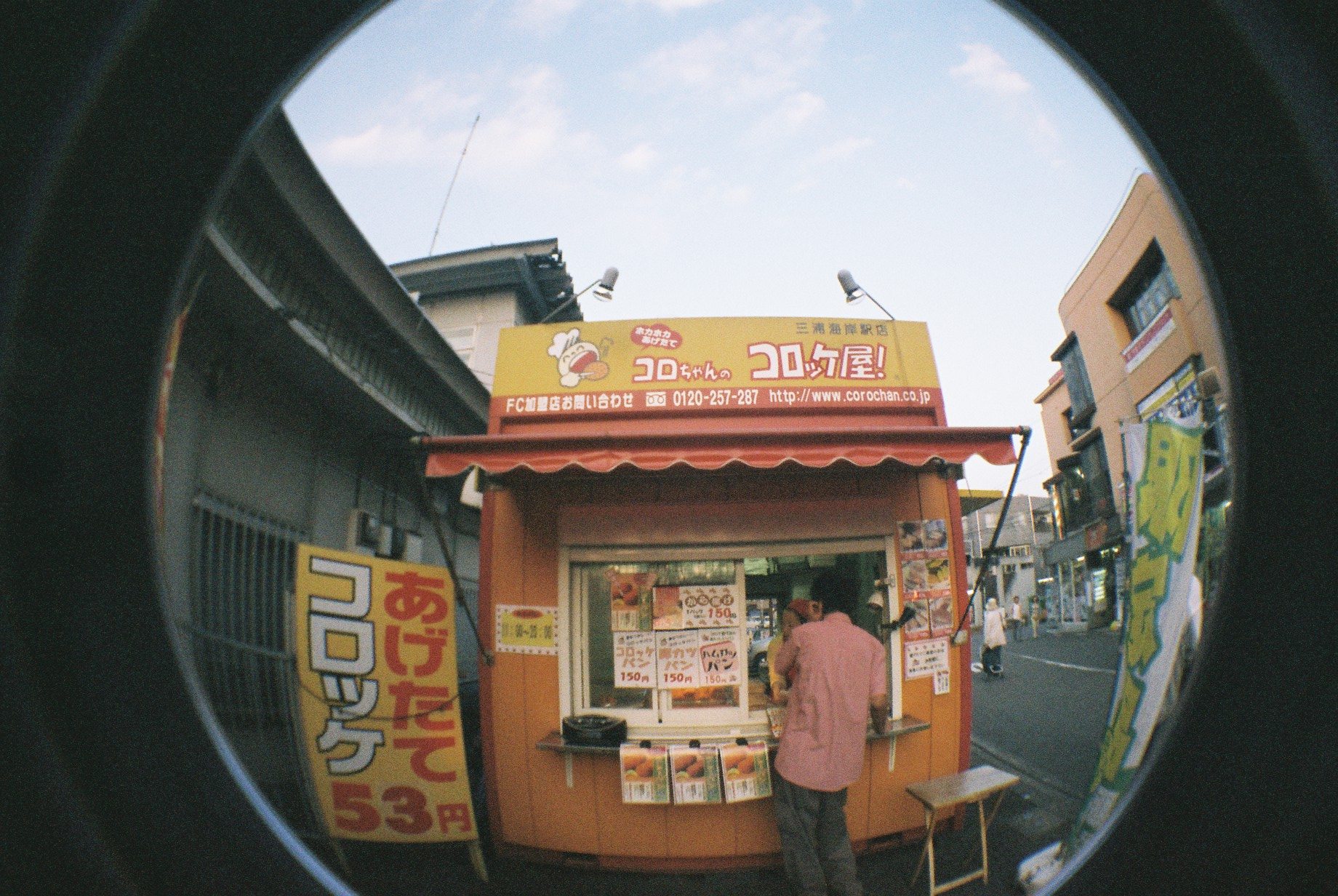
لوموگرافی

لوموگرافی (به انگلیسی: Lomography) یک ژانر عکاسی است که توسط جامعه عکاسان لوموگرافی در اوایل دهه ۹۰ میلادی توسط دو دانش آموز اتریشی ابداع و رسمی شد. بنیان‌گذاران این سبک در ابتدا با استفاده از دوربین لومو که یک دوربین ارزان قیمت روسی بود، اقدام به ثبت عکس‌هایی با کنتراست بالا، حاوی وینیِت و مات یا به اصطلاح با وضوح نرم کردند. در حقیقت دوربین آنالوگ روسی بنام لومو باعث شد که یک سبک در عکاسی به نام لوموگرافی ایجاد شود. شاید بشنوید که لوموگرافی یک تکنیک است، درست است اما درست‌تر باید بگوییم که الان به یک سبک در عکاسی تبدیل شده‌است.
اگر چه لوموگرافی وابسته به نگاتیو و دوربین‌های آنالوگ بوده و هنوز هم لوموگراف‌ های حرفه‌ای از آن دوربین (با قیمت متوسط ۵۰۰دلار) استفاده می‌کنند اما، مسلماً در دنیای دیجیتال فعلی شما نیاز ندارید که یک دوربین قدیمی روسی را خریداری کنید تا لوموگراف بشوید. خیلی راحت می‌ توانید حتی با استفاده از دوربین موبایلتان لوموگراف باشید.
در مکاتب هنری مختلف مثل کلاسیک، حقیقت‌گرا ، طبیعت‌گرا و … شما شاهد منازعاتی هستید. نتیجتاً در عکاسی هم این داستان ادامه دارد و شما این منازعات را که روی کاغذ عکاسی نقش می‌بندند می‌توانید ببینید؛ و صد البته هر مکتبی خودش را مهمتر، کارآمدتر و البته نزدیکتر به آنچه هستهٔ اصلی هنر است می‌داند. البته هنوز لوموگرافی مکتب نیست و الان نهایتاً می‌توان از آن به عنوان یک سبک یاد کرد.
وجه افتراق تصویری و ملموس لوموگرافی در رنگ‌ های به شدت اشباع شده (اشباع شده) در عکس سوژه‌هایی با رنگ‌های رنگین کمانی، نوردهی نایکنواخت، تار شدن و هر آنچه که در یک عکاسی با فکر و صحیح بود تلقی می‌شود. در یک کلام لوموگرافی یک عکاسی بدون کوچکترین تفکر قبلی است و بی‌ خیال قوانین عکاسی صحیح شدن. حالا می‌ توانید دوربین خودتان را بردارید و از هر چیز و هر کجا شروع به عکاسی کنید و برخی اوقات این کار می‌تواند نتایج خلاقانه‌ای را سبب شود.

## نگارخانه

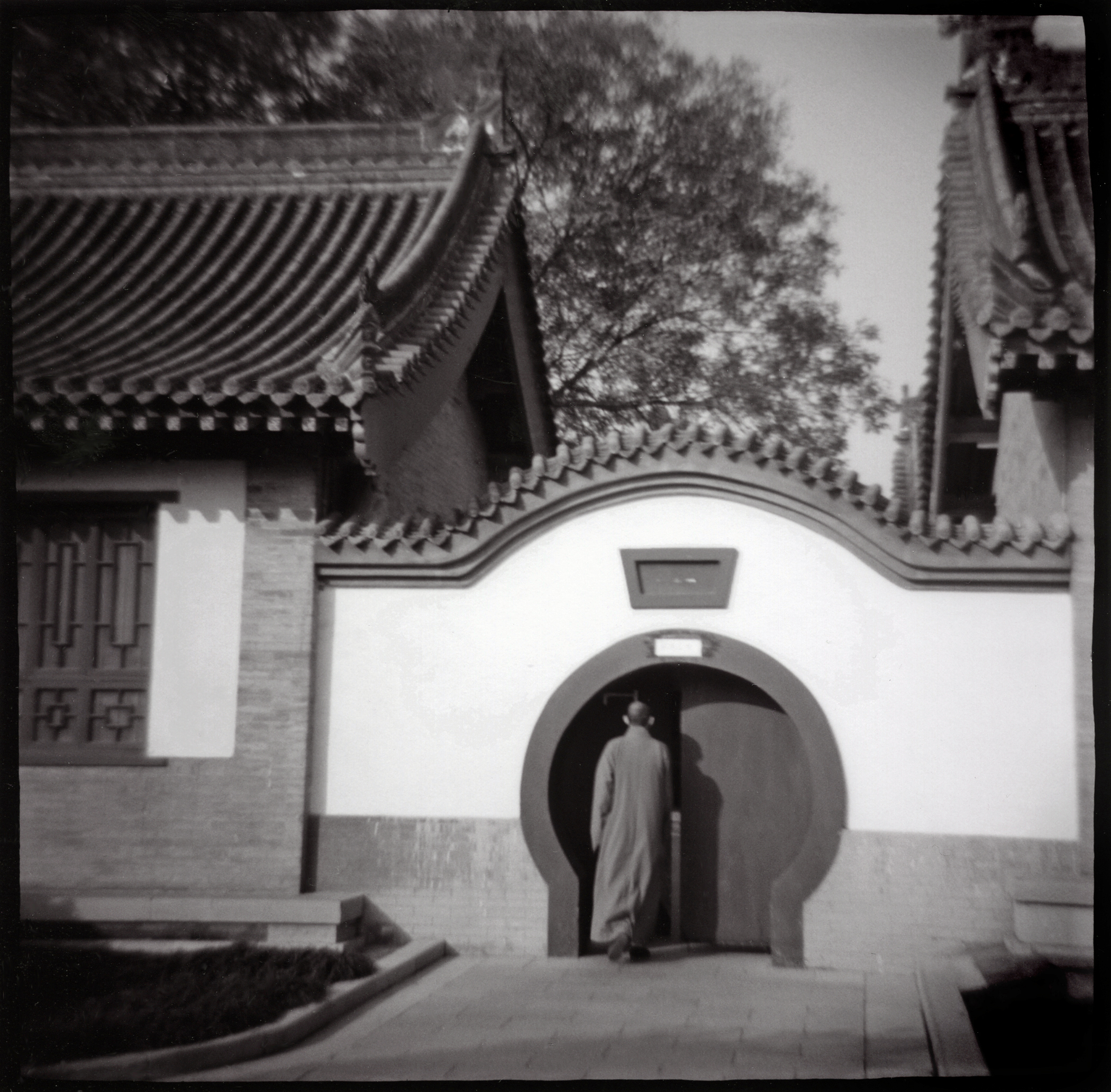
عکسی (معبد دا سیان، شیان، چین) که با دوربین اصلی دیانا گرفته شده است.
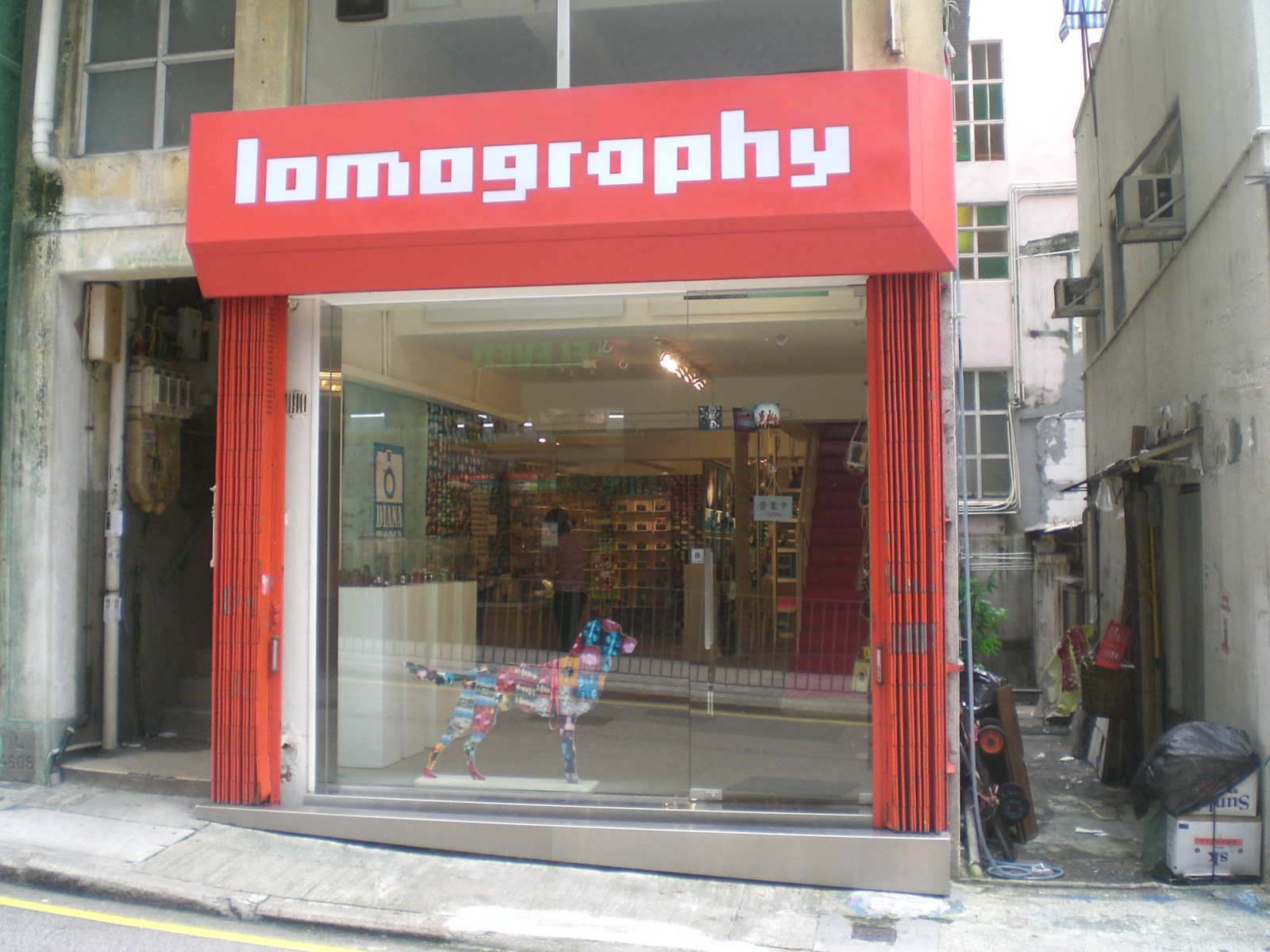
فروشگاه لوموگرافی
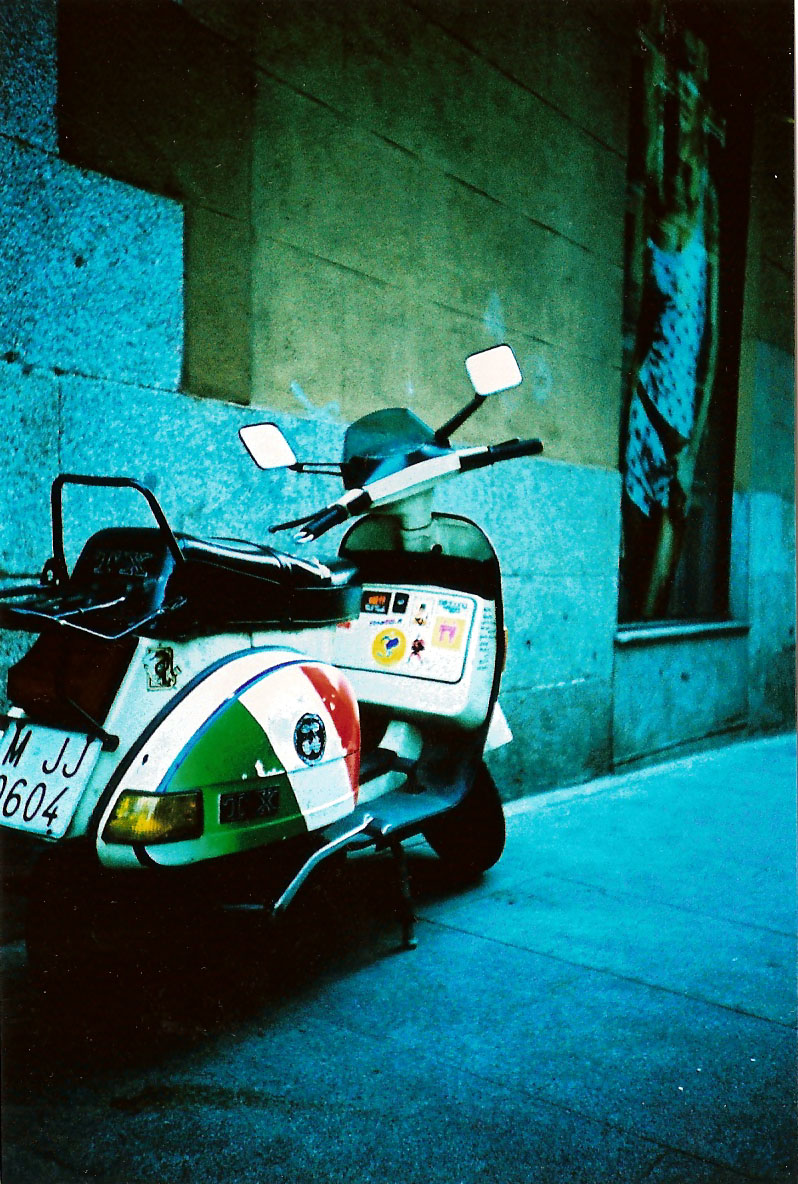
فضای منحصر به فرد عکس‌های گرفته شده با LOMO LC-A - گوشه‌های تیره و رنگ‌های اشباع شده
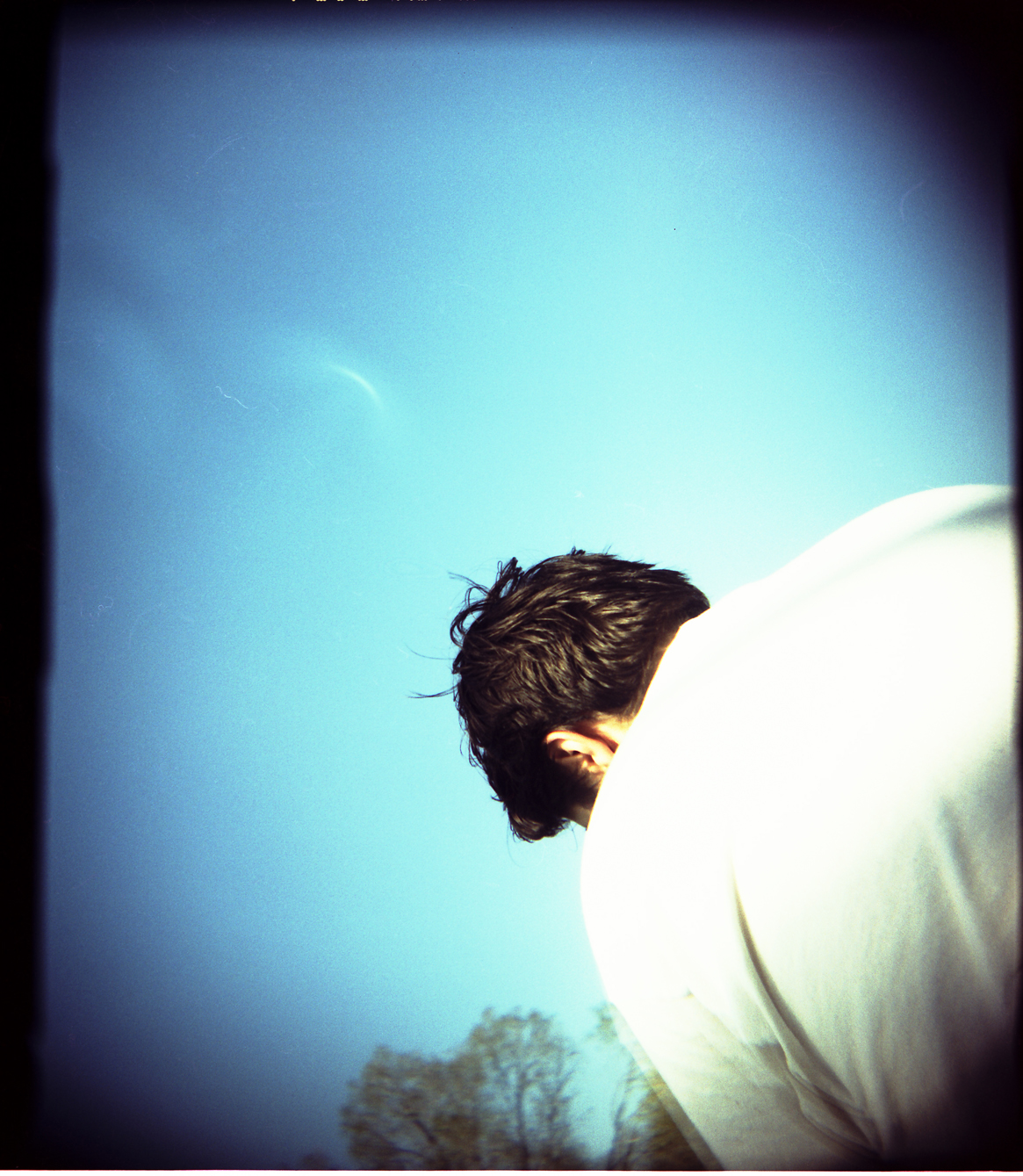
نمونه‌ای از عکس لوموگرافی
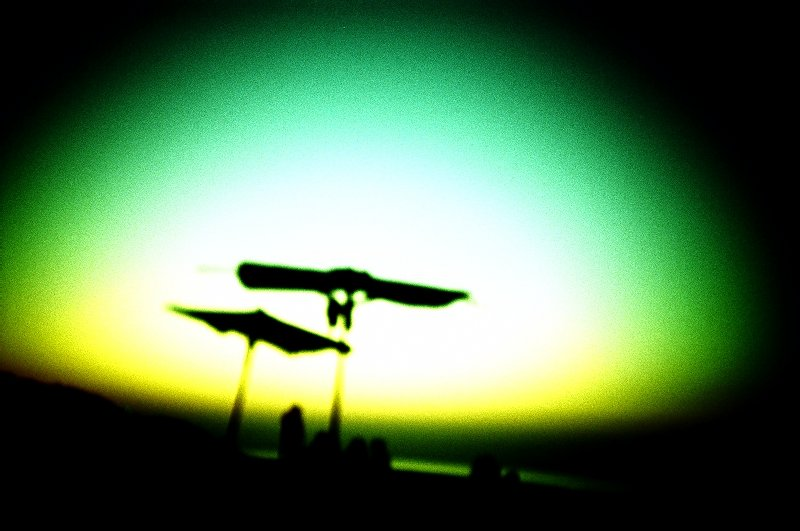
نمونه ای از عکس گرفته شده با دوربین Lomo LC-A
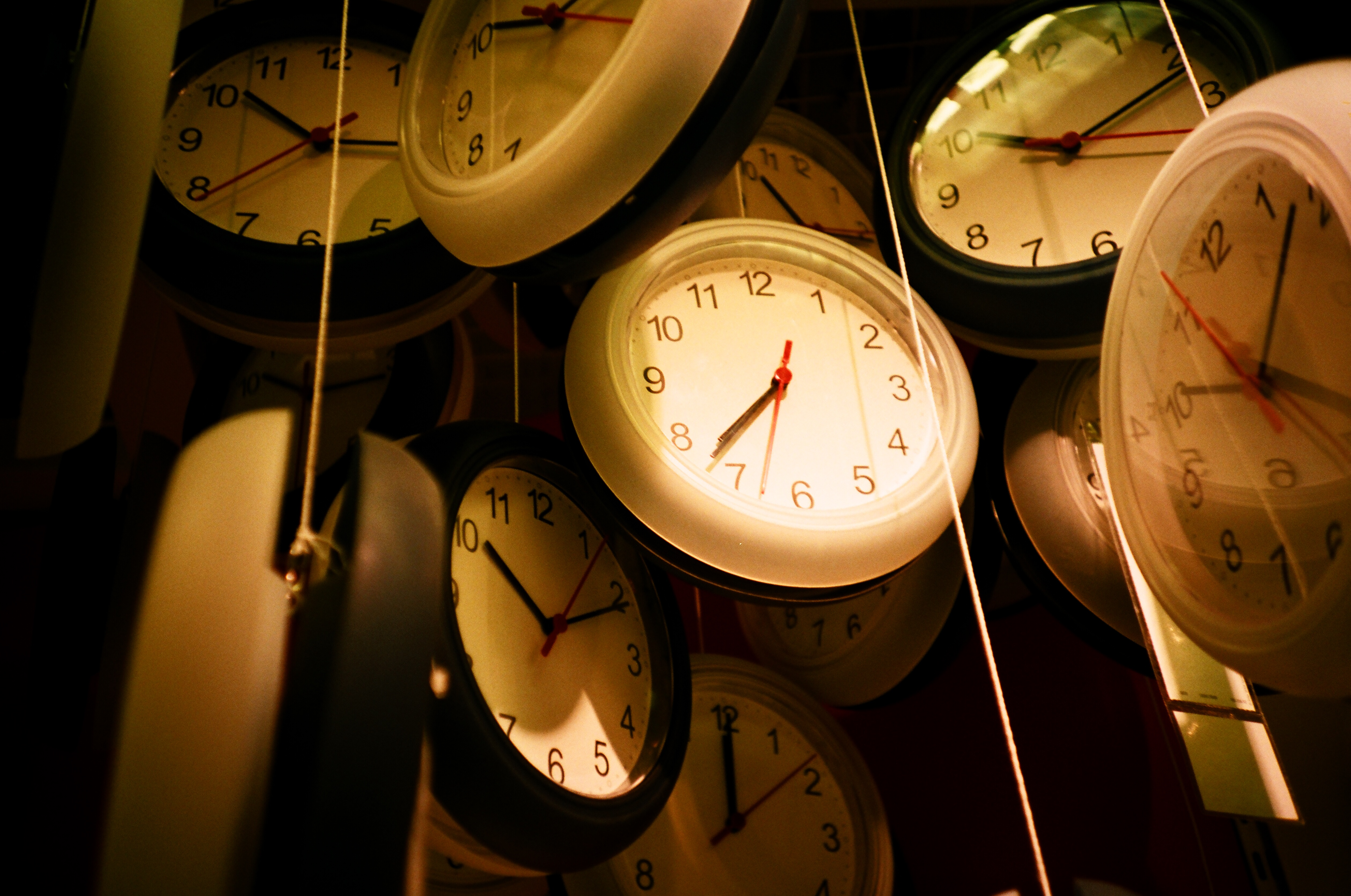
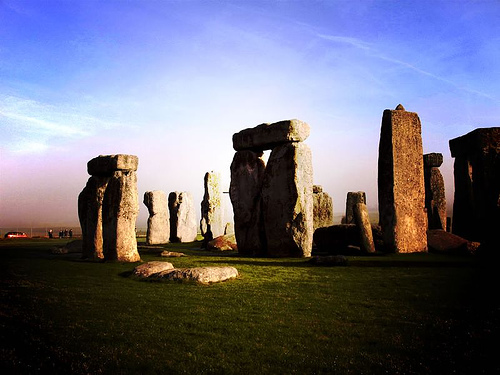
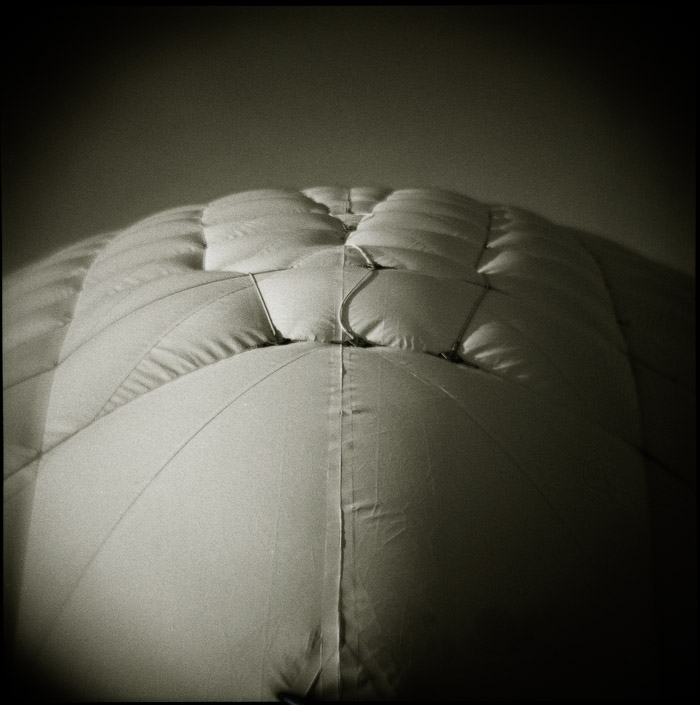
عکسی که با هولگا گرفته شده است.
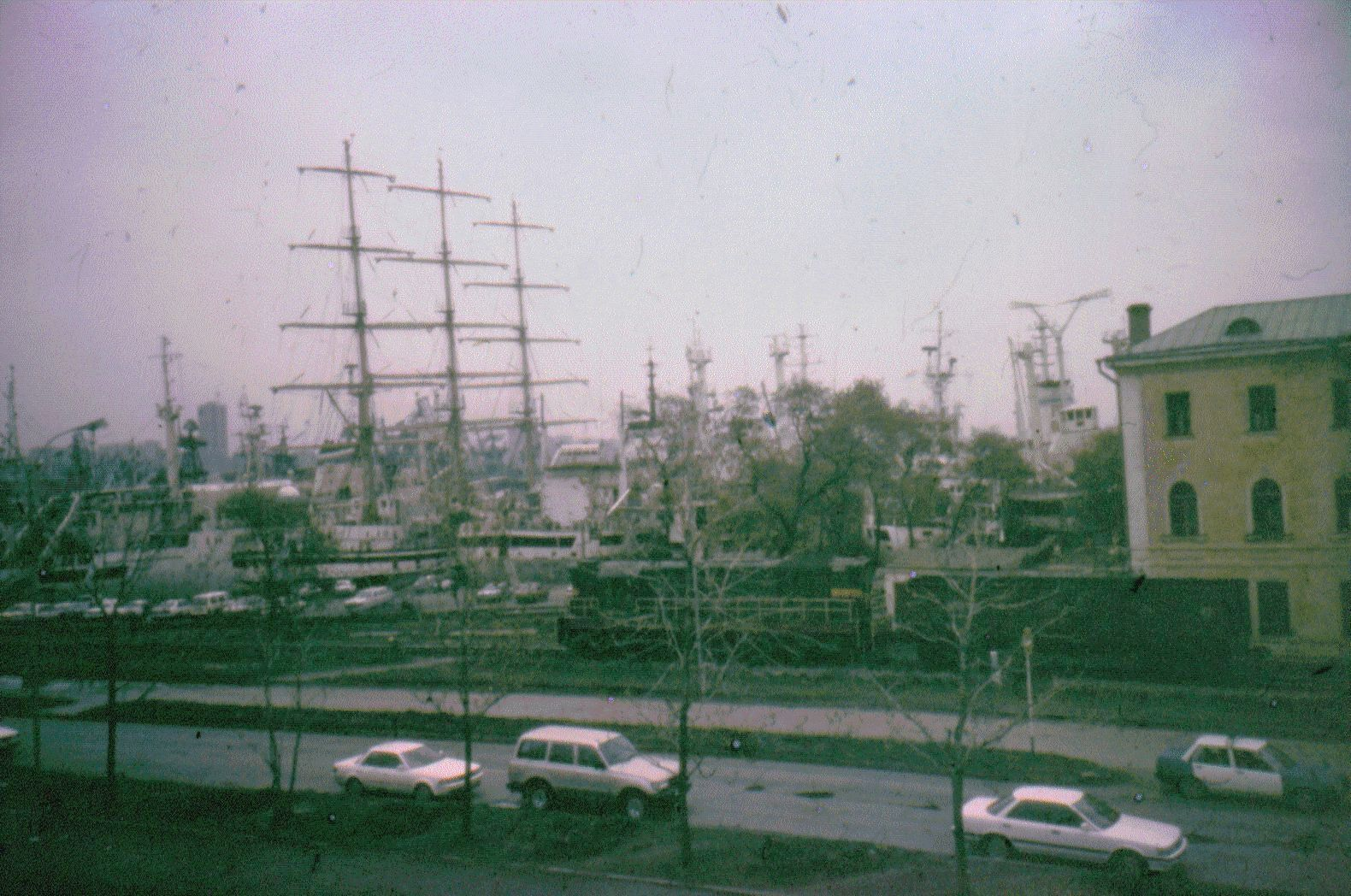
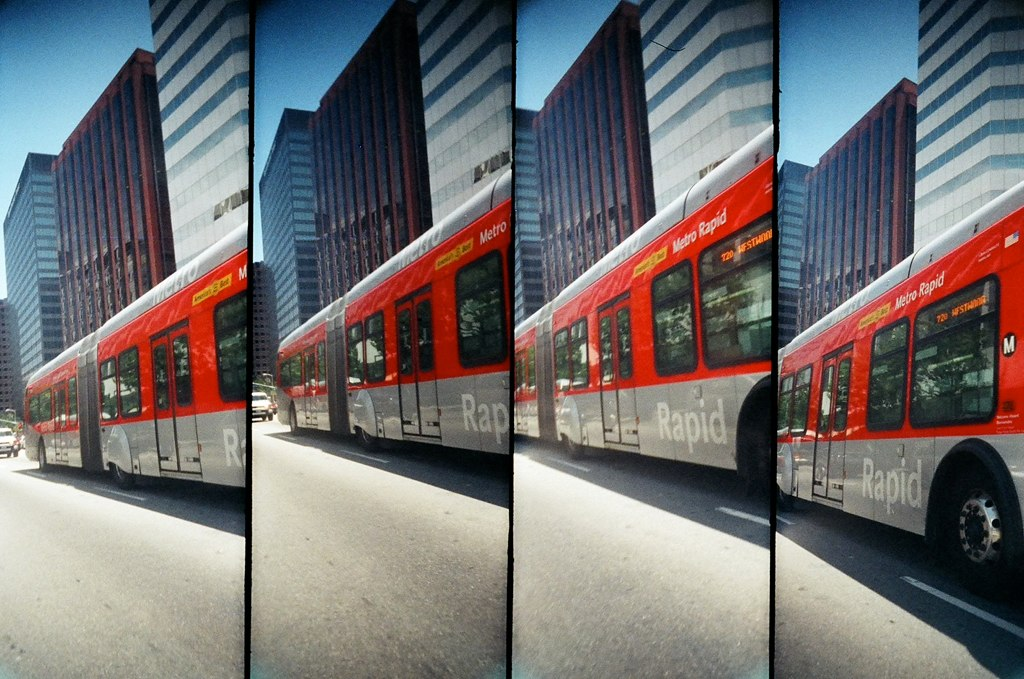
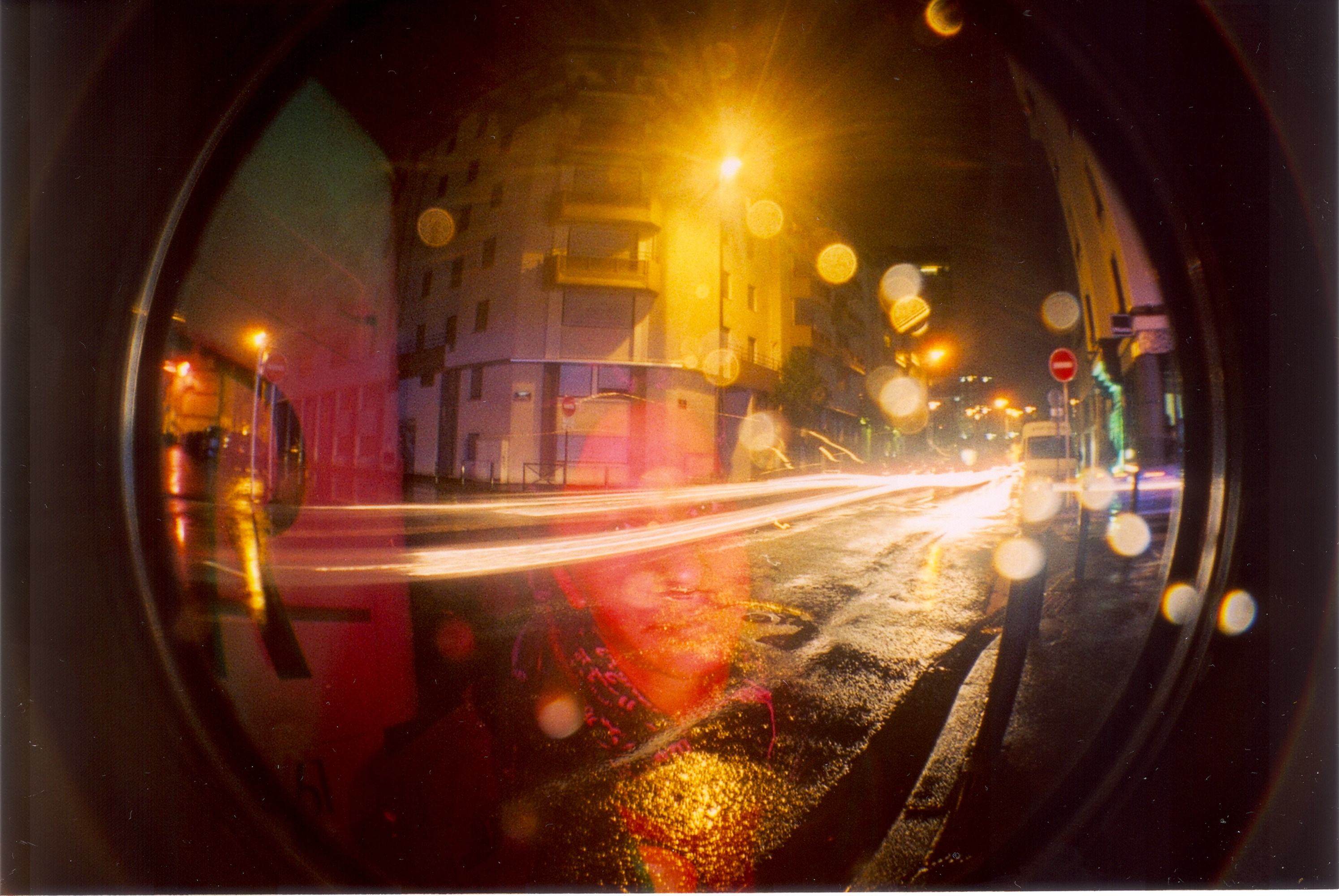
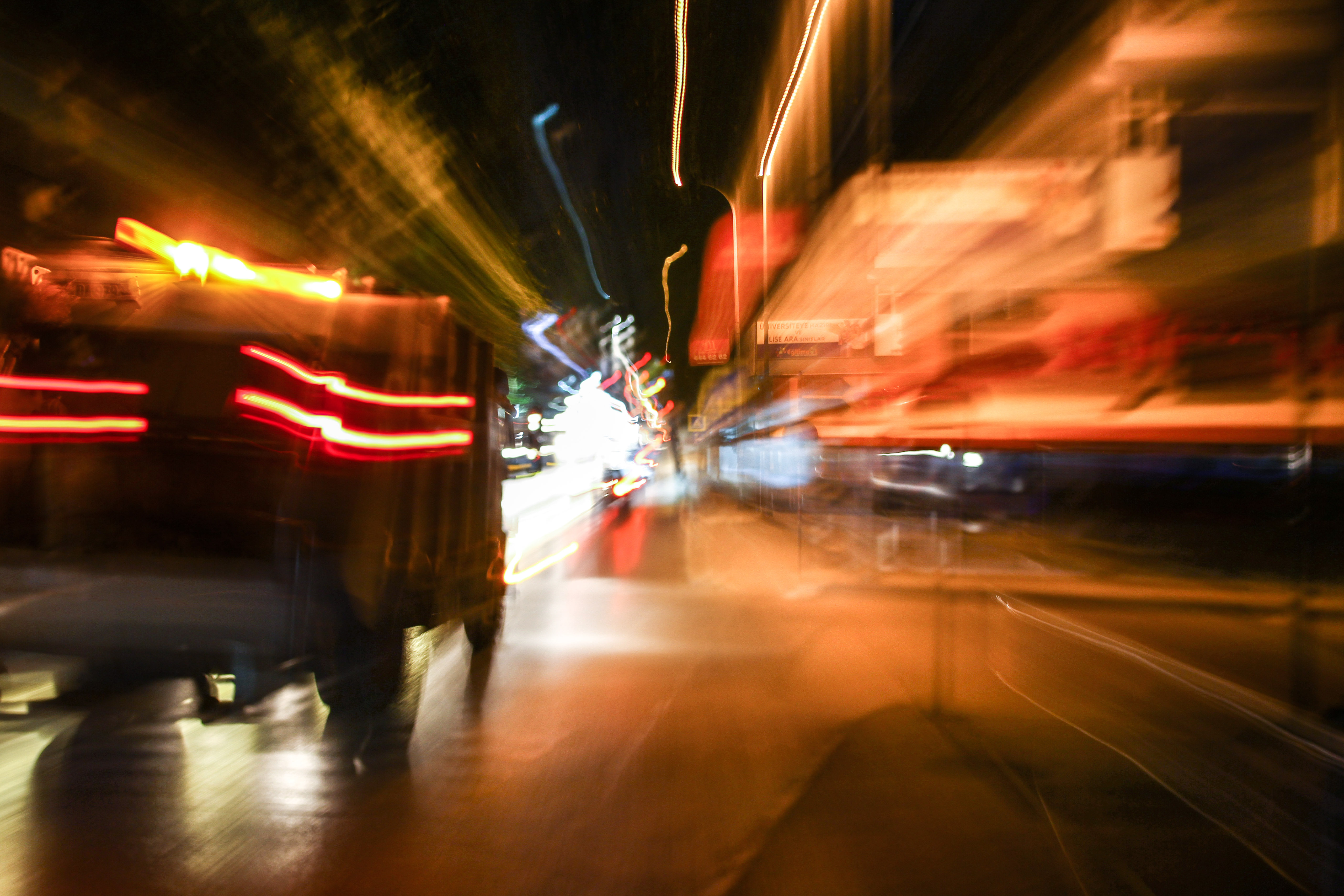
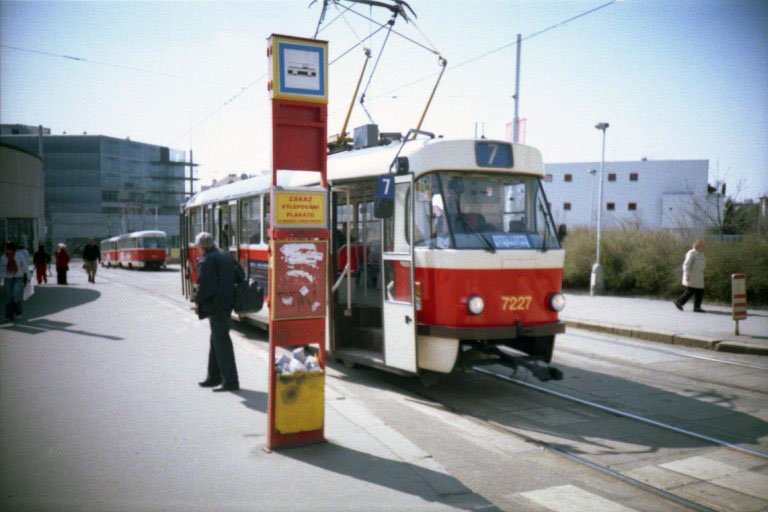
لوموگرافی
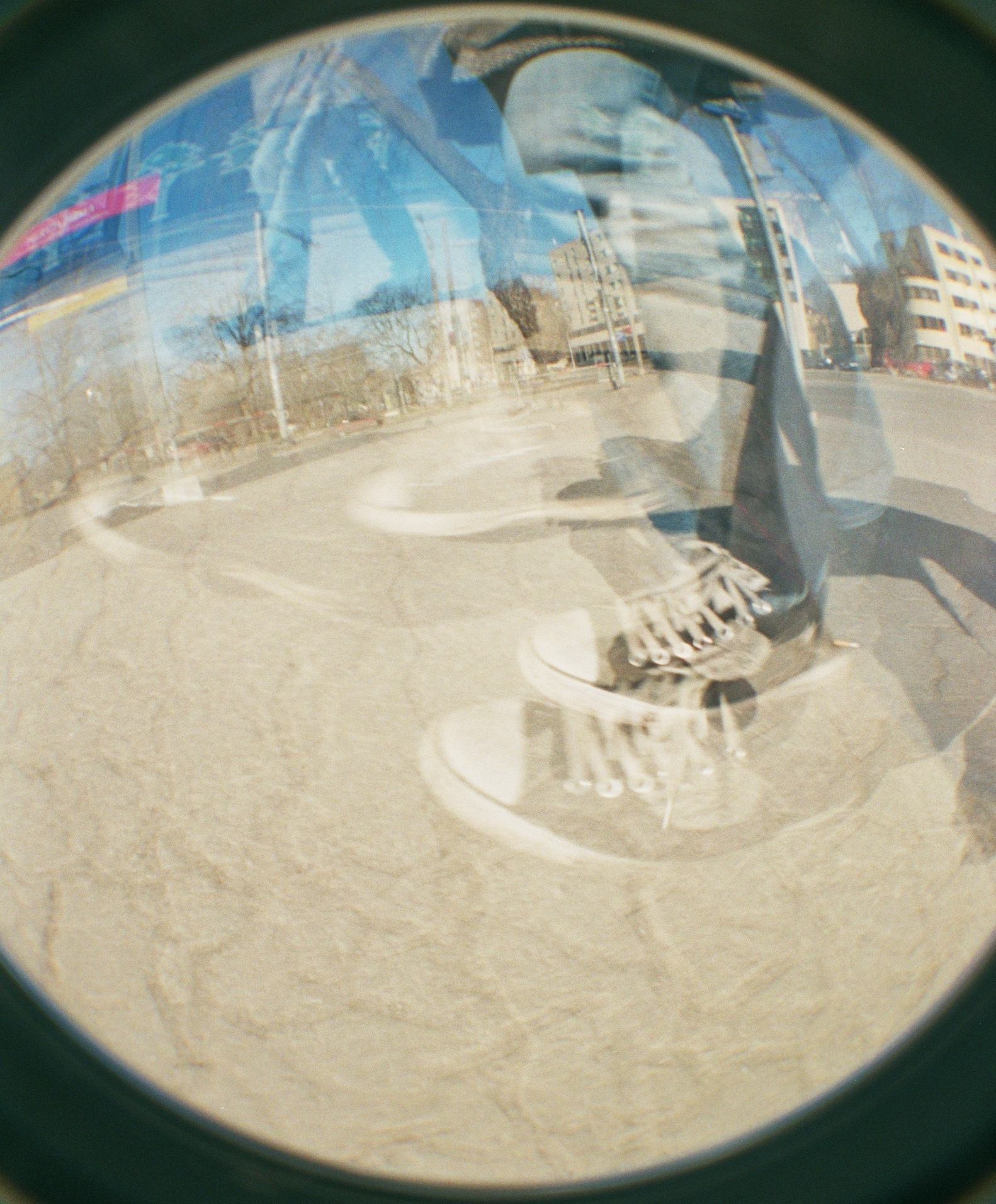
نمونه‌ای از عکس لومو. عکاس: ناجا هاوگاس
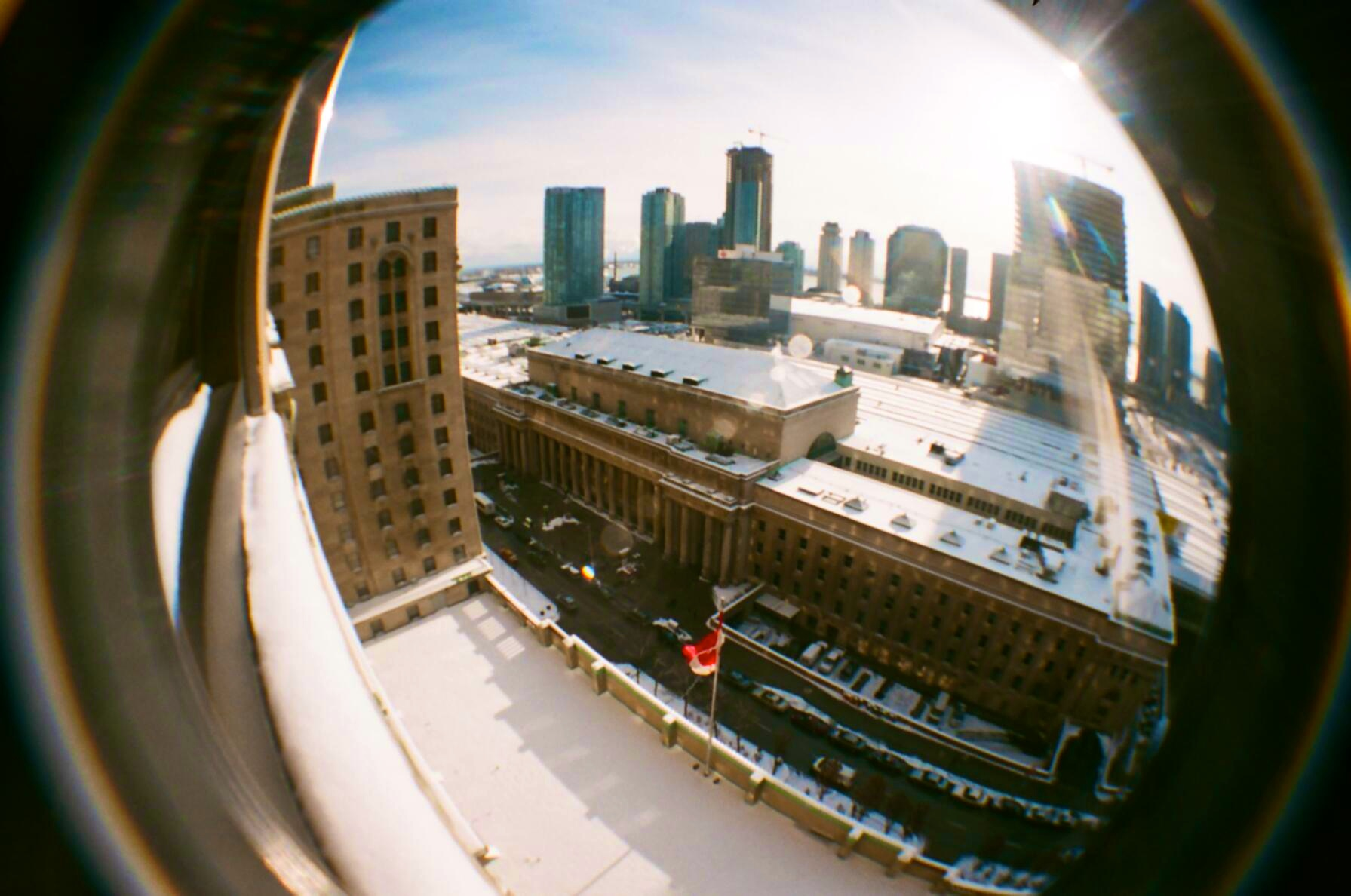
عکس لوموگرافی با استفاده از لنز چشم ماهی
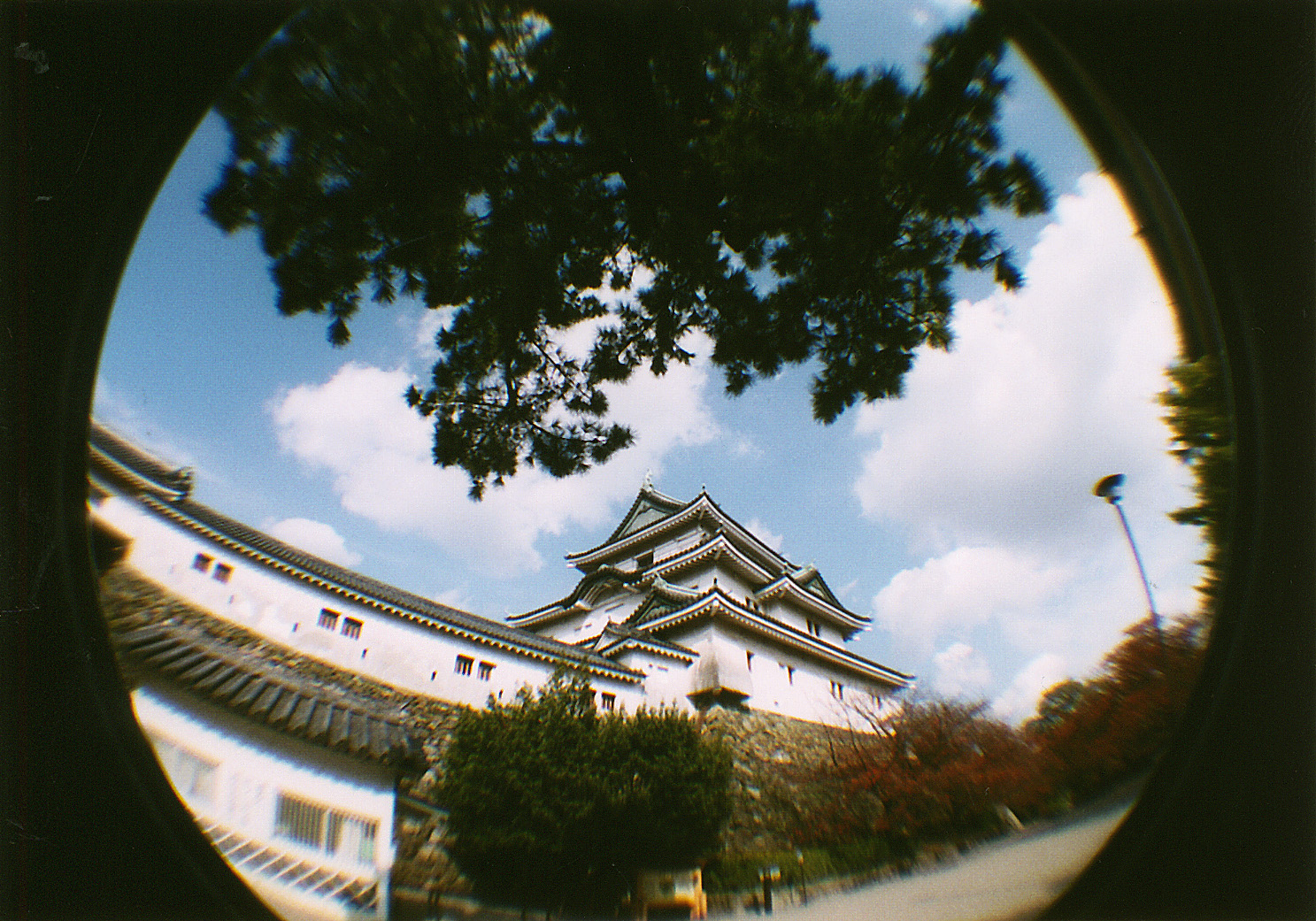
دوربین لوموگرافی«چشم ماهی»
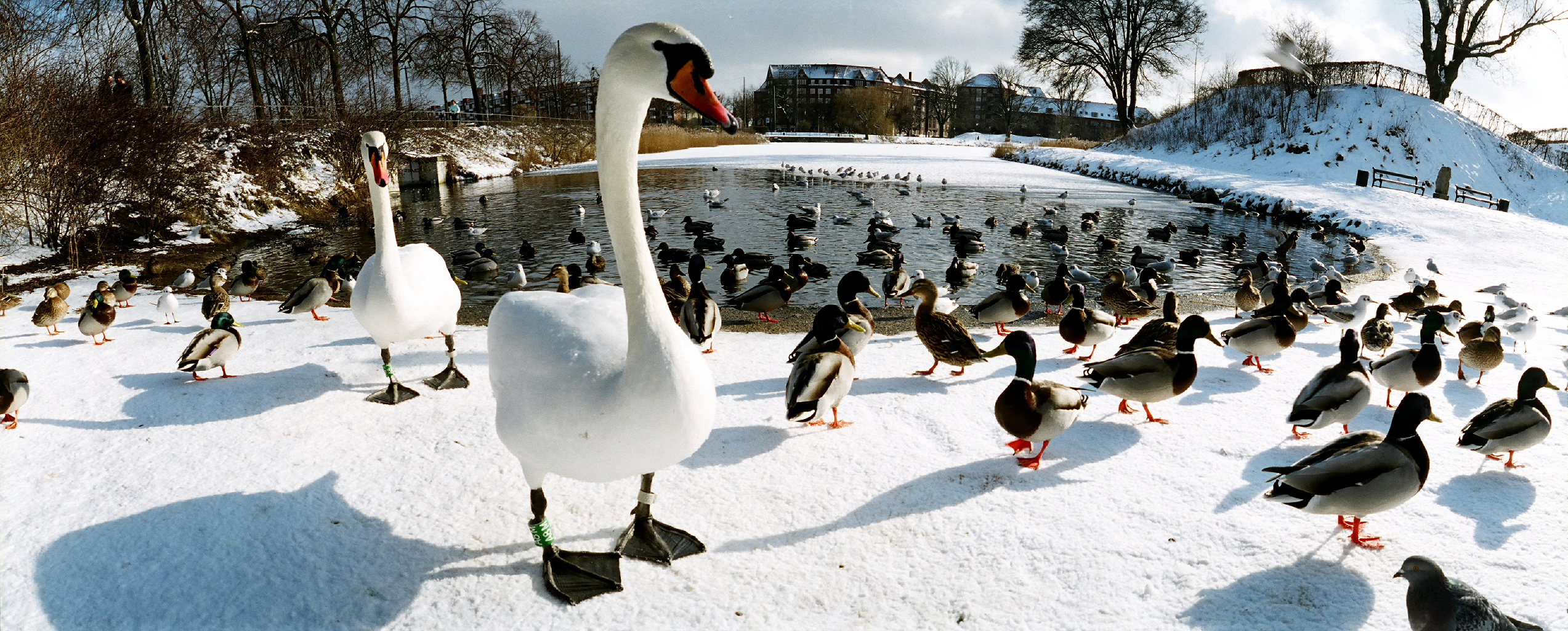
تصویر لوموگرافیک اعوجاج در لبه‌های عکس دیده می‌شود.
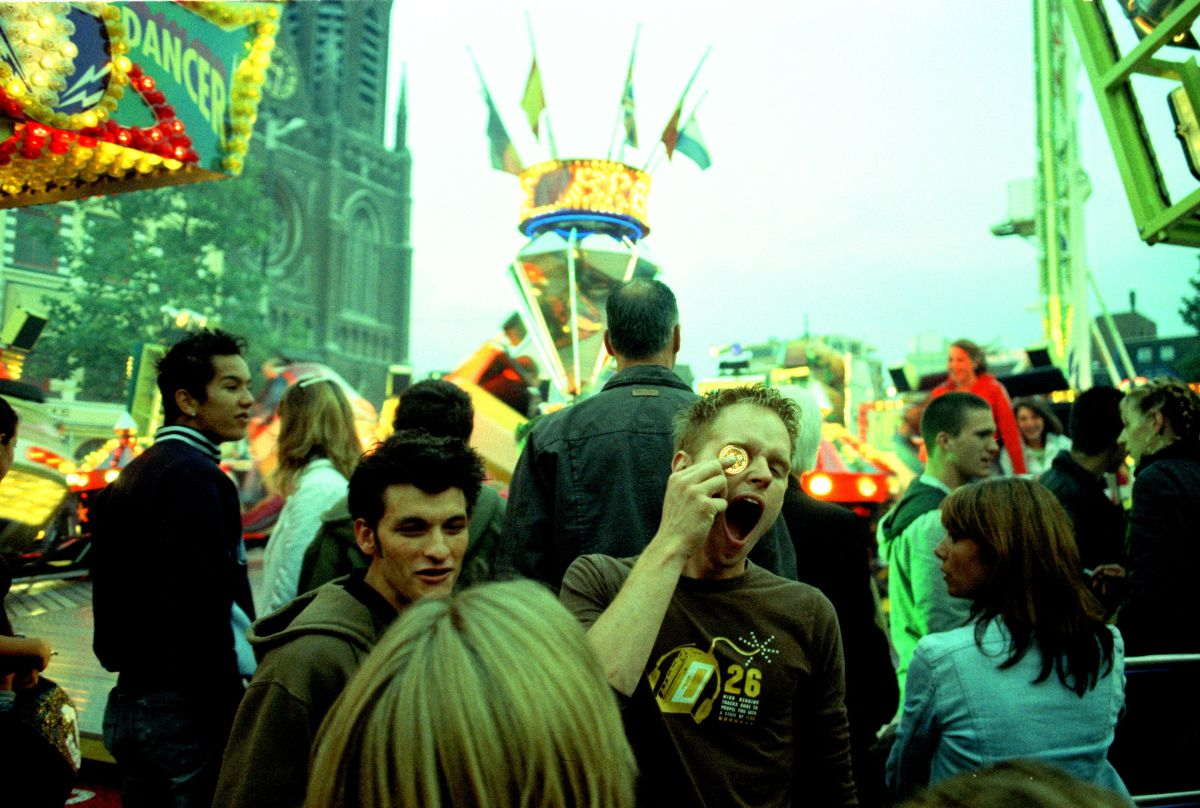
فکر نکن، فقط شلیک کن! (عکس در نمایشگاه تیلبورگ گرفته شده است)
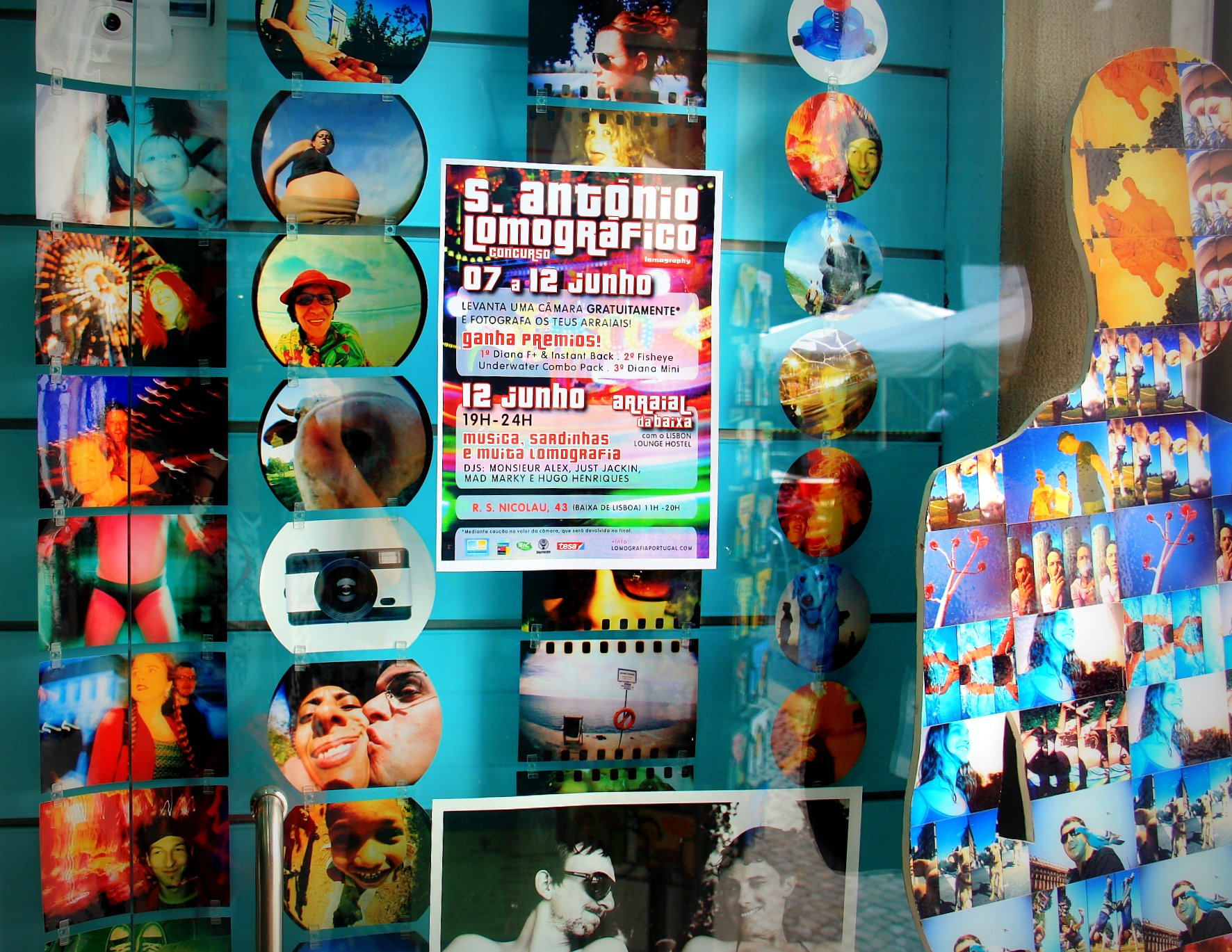
فضای داخلی یک فروشگاه لوموگرافی در لیسبون